# لیو آیلینگ
لیو آیلینگ (انگلیسی: Liu Ailing؛ زادهٔ ۲ ژوئن ۱۹۶۷) بازیکن فوتبال زن اهل چین بود.
وی همچنین در تیم ملی فوتبال زنان چین بازی کرده‌است.
وی در مسابقات کشوری و بین‌المللی در مجموع برندهٔ ۱ مدال نقره شده‌است.